# 스키촌 (지바현)
스키촌(主基村)은 지바현 아와군에 존재했던 촌이다. 현재의 가모가와시 서부에 해당한다.

## 역사
- 1889년 4월 1일 - 정촌제 시행에 의해 나가사군 유키촌이 성립하였다.
- 1897년 4월 1일 - 나가사군이 군 통합에 의해 아와군이 되었다.
- 1950년 10월 1일 - 유키촌이 스키촌으로 개칭되었다.
- 1955년 3월 31일 - 오야마촌, 요시오촌과 합병해 나가사정이 신설되어, 동일 스키촌은 폐지되었다.

## 관련링크
- 千葉県安房郡主基村 (12B0020014) - 歴史的行政区域データセットβ版